# کریس هیوز (موسیقی‌دان)
کریستوفر مریک هیوز (به انگلیسی: Christopher Merrick Hughes) (زاده ۳ مارس ۱۹۵۴، لندن، بریتانیا)، همچنین به عنوان مریک شناخته می‌شود، تهیه‌کننده موسیقی، ترانه‌سرا و درامر موسیقی بریتانیایی گروه آدم و مورچه‌ها است. از کارهای مهم او می‌توان به «همه می‌خواهند بر جهان حکومت کنند» از گروه تی‌یرز فور فی‌یرز نام برد.